# Philippe de Girard
Philippe Henri de Girard [filip ánri d'žirár] (1. února 1775 Lourmarin – 26. srpna 1845 Paříž) byl francouzský vynálezce a průmyslník.
Pocházel ze zámožné protestantské rodiny, vystudoval přírodní vědy na Montpellierské univerzitě a výtvarné umění u sochaře Chardignyho. Za Velké francouzské revoluce emigroval do Livorna, po návratu působil v Nice jako středoškolský pedagog. Od roku 1806 žil v Paříži, zabýval se výzkumem parního stroje i získáváním energie z mořského příboje, vyvinul hydrostatickou lampu a zdokonalil Appertův vynález konzervace potravin, když nahradil skleněné nádoby kovovými, jeho nápad se však dočkal komerčního využití až v Anglii. V roce 1810 vynalezl stroj na spřádání lnu, vzhledem k válečným událostem se však za něj nedočkal odměny milion franků, kterou mu slíbil Napoleon Bonaparte.
Byl majitelem textilní továrny v Lille, avšak upadl do dluhů a musel Francii opustit. Od roku 1818 žil v rakouském Hinterbergu a roku 1825 přijel na pozvání Pierre Galicheta do Polska, kde se stal členem vládní průmyslové komise. Sestrojil vodní turbínu, která poháněla mlátičku na Pacově statku v Dowspudě. Roku 1830 se zapojil do listopadového povstání. V roce 1833 založil velkou textilní továrnu ve vesnici Ruda Gutowska; její úspěch dal vzniknout novému městu, která bylo na jeho počest pojmenováno Żyrardów. Roku 1844 se vrátil do Francie, kde představil svůj nový siloměr a další objevy, a o rok později zemřel.
V Paříži je po něm pojmenována ulice Rue Philippe-de-Girard, v Żyrardówě stojí jeho pomník.